# Yongmun-myeon, Yecheon-gun
Yongmun-myeon (koreanska: 용문면)  är en socken i kommunen Yecheon-gun i  provinsen Norra Gyeongsang i den centrala delen av Sydkorea, 160 km sydost om huvudstaden Seoul.